# Habenaria geerinckiana
Habenaria geerinckiana är en orkidéart som först beskrevs av Schaijes, och fick sitt nu gällande namn av Daniel Geerinck. Habenaria geerinckiana ingår i släktet Habenaria och familjen orkidéer. Inga underarter finns listade i Catalogue of Life.